# Катедра по славянска филология (Пловдивски университет)
Катедрата по славянска филология към Филологическия факултет на Пловдивския университет „Паисий Хилендарски“ е създадена през 2000 г.
Основните академични отговорности на катедрата са свързани с единствените две изцяло магистърски програми във Филологическия факултет – Славянска филология и Балканистика (в сектора по сръбски и хърватски език), както и с обучението по славистичните дисциплини Славянски литератури и Сравнителна граматика на славянските езици, включени в учебния план на бакалавърската специалност Българска филология.

## История

### Началото: профил Чешки език и литература
Началото на славистиката в Пловдивския университет датира от 1978 г., когато е открита специалността Славянска филология с профил Чешки език и литература. Тогава за пръв път извън Софийския университет, но с неговата подкрепа в лицето на преподавателите по чешки език (доц. Янко Бъчваров) и чешка литература (доц. д-р Величко Тодоров), се оформя академичен славистичен център. През 1986 г. приемът по специалността е преустановен за пет години.
Първите преподаватели по чешки език наред с доц. Янко Бъчваров (тогава главен асистент) са гл. ас. Людмил Янев, гл. ас. Гинка Карабелова и ст. ас. Васил Самоковлиев (и тримата от дълги години живеят в чужбина). Първите випуски са обучавани както по практически чешки език, така и по старобългарски език от преподавателя от Софийския университет проф. дфн Светомир Иванчев. През годините членове на катедрата са били гл. ас. Илка Девлетян (Старобългарски език), гл. ас. д-р Е. Любенова (Сравнителна граматика на славянските езици), ст. ас. Анна Цветкова (Практически чешки език).
Преди обособяването на Катедрата по славянска филология основният хабилитиран състав, който осигурява обучението по специалността, е от СУ „Св. Климент Охридски“: наред с проф. дфн Светомир Иванчев, доц. Янко Бъчваров и доц. д-р Величко Тодоров още проф. дфн Иван Павлов, проф. дфн Елка Константинова, проф. дфн Вяра Малджиева. Ползотворните професионални контакти със специалисти от други университети продължават и до днес. През различни периоди от време лекции по основни славистични дисциплини изнасят доц. д-р Лили Лашкова (СУ), проф. дфн Николай Даскалов (ВТУ), доц. д-р Маргарита Младенова (СУ), ст.н.с. ІІ ст. Ничка Бечева (БАН), гл. ас. д-р Емилия Македонска (СУ), гл.ас. Стилян Стойчев (СУ), а понастоящем – доц. д-р Калина Бахнева (СУ), ст.н.с. ІІ ст. Владимир Пенчев (БАН), гл. ас. д-р Цветанка Аврамова (СУ).

### Откриване на профил Полонистика (1991)
През 1991 г. е открит прием и в профил Полонистика. Към този момент по-голямата част от преподавателите са членове на Катедрата по общо и славянско езикознание и история на българския език. Първите преподаватели по полски език са гл. ас. Мария Ковалска-Иванова, ст. ас. Данута Найденова (която първоначално води и Полска литература), фил. специалист Иван Вълев. През 1995 г. към същата катедра е открит и трети славистичен профил – сърбохърватистика (днес Сърбистика и хърватистика), с подкрепата на проф. Божо Чорич от Белградския университет.

### След обособяването на Катедрата (след 1999)
С обособяването си през 1999 г. Катедрата по славянска филология поема ангажиментите по извеждането на трите славистични профила: полски, чешки и сръбски и хърватски. За пръв ръководител на катедрата е избран доц. д-р Иван Чобанов (1999 – 2003), следващите ръководители на катедрата са доц. д-р Жоржета Чолакова (2003 – 2008), доц. д-р Дарина Дончева (2008 – 2010), а от 2010 г. – отново доц. д-р Жоржета Чолакова, която понастоящем съвместява и длъжността заместник-ректор по учебната и издателската дейност на Пловдивския университет „Паисий Хилендарски“.

### Гост преподаватели
Чуждестранни гост-преподаватели към катедрата са били:
- от Чехия: Владимир Кршиванек, Владимир Кршиш, Павел Яноушек, Лубомир Махала, Хана Гладкова, Марие Кръчмова, Павел Крейчи, Елена Крейчова, Михаела Хашеми, Ирена Богочова, Ярослав Давид, Ивана Боздехова,
- от Полша: Йежи Русек, Гражина Швант-Гълъбова, Анна Венгжинович,
- от Канада: Едвард Можейко,
- от Сърбия: Михайло Пантич, Божо Чорич, Велко Бърборич, Весна Половина, Милорад Дешич, Никола Рамич, Йелена Петкович, Владимир Поломац, Саня Джурович, Милка Николич, Никола Бубаня,
- от Хърватия: Виекослава Юрдана, Ана Васунг
- от Република Сръбска: Младенко Саджак, Саша Шмуля, Биляна Бабич,
- и мн.др.

В резултат на подписани договори с университетите в Познан и Баня Лука (Република Сръбска в Босна и Херцеговина) в учебния процес участват и чуждестранни преподаватели. Лектори по полски език са били Марек Майевски, д-р Ришард Михалик, Александра Михалска, Лилиянна Яворска, Агнешка Жемба, д-р Йоанна. Лектор по сръбски език са били Даниела Йелич, Сладжана Гостич, Дарка Хербез.

## Актуални програми
Катедрата по славянска филология осигурява лекционни и семинарни занятия по следните дисциплини: Практически славянски езици (полски, чешки, сръбски и хърватски, а като факултативни дисциплини се предлагат горнолужишки, словенски и беларуски език), Сравнителна граматика на славянските езици, История на славянските литератури, Културна антропология на славяните, Теоретичен курс (съответно по съвременен полски, чешки, сръбски и хърватски език), Историческа граматика и история на книжовния език (полски, чешки, сръбски и хърватски), Теория на превода за слависти, Културни реалии на славянските страни, История на съответната славянска литература, а също избираеми и факултативни дисциплини. Българистичните дисциплини, които осигуряват равностойност в професионалното направление „учител по български език и литература“ , се поемат от другите катедри във факултета.
Паралелно с обучението по славистичните дисциплини студентите получават и фундаментална българистична подготовка. Теоретичната подготовка по българистика и по методика на преподаването на български език и литература и успешно проведените педагогическа практика и държавен преддипломен стаж осигуряват на завършилите право да работят като преподаватели по български език и литература.
Към катедрата периодично се обявяват редица докторантури по всички направления, застъпени в специалността Славянска филология. Към настоящия момент към катедрата са зачислени петима редовни докторанти и един в свободна форма на докторантура.

## Научни форуми, организирани от Катедрата
Условията за научна изява на членовете на Катедрата включват и международните славистични конференции, организирани във Филологическия факултет, като инициативата за тяхното провеждане и периодичност е на доц. д-р Жоржета Чолакова. Организирани са три такива конференции – през 2003, 2006 (посветена на 10-годишнината от откриването на сръбски и хърватски профил) и през 2008 година (посветена на 30-годишния юбилей на пловдивската бохемистика, в рамките на която се проведе и Втората национална среща на бохемистите в България, студентска научна конференция и бал на бохемистите, събрал няколко поколения възпитаници на Пловдивския университет – учители и ученици). През 2010 година се провежда Полско-български колоквиум, посветен на 20-годишнината от основаването на полонистиката в Пловдив. Той е единадесетият поред научен славистичен форум, основаващ се върху дълготрайните контакти между Пловдивския университет и Университета „Адам Мицкевич“ в Познан, Полша.

## Академично сътрудничество
Катедрата по славянска филология е основният инициатор за подписването и поддържането на редица двустранни междууниверситетски договори за академично сътрудничество (с университетите в Познан, Белско Бяла, Торун, Влоцлавек – от Полша; Бърно, Прага, Пардубице, Острава – Чехия; Баня Лука – Босна и Херцеговина; Крагуевац – Сърбия). Стипендии за обучението на студентите (семестриално обучение и летни езикови курсове) и от трите профила на специалността Славянска филология се отпускат по програмите „Еразъм“ и „CEEPUS“, от Министерството на образованието, младежта и науката на България, Министерството на образованието на Полша, Международния славистичен център в Белград, Министерството на науката, образованието и спорта на Хърватска, Университетите в Баня Лука и Крагуевац. Така по време на следването си всеки студент има възможността поне веднъж да посети страната, чийто език изучава. Други възможности за изграждане и изява на професионални умения младите хора имат в организираните от катедрата традиционни конкурси за превод, чиито резултати се представят в тържествената обстановка на ежегодното празнуване на 24 май от Филологическия факултет с домакин Катедрата по славянска филология. Преподавателите съдействат за издаване на добрите постижения на студентите в литературната периодика и чрез факултетски издателски проекти. Организират се научни изяви за студентите бохемисти.[източник? (Поискан днес)]

## Списание „Славянски диалози“
По инициатива на доц. д-р Ж. Чолакова от 2004 година се издава сп. „Славянски диалози“ – списание за славянски езици, литератури и култури, в създаването на което участват членове на катедрата в сътрудничество с колеги от други катедри към Филологическия факултет. Списанието има международна редакционна колегия, в която членуват видни слависти от университетите, с които катедрата има тясно сътрудничество.

## Партньорства
Както за преподавателската, така и за научноизследователската си дейност Катедрата по славянска филология разчита на сътрудничеството и помощта на институции и сдружения като Полския културен институт, Бохемия клуб, катедрите със славистичен профил от български и чуждестранни университети.[източник? (Поискан преди 11 дни)]

## Академичен състав на Катедрата[6]
1. Доц. д-р Жоржета Петрова Чолакова – заместник-ректор и ръководител на катедрата
2. Проф. дфн Иванка Гугуланова
3. Проф. дфн Светлозар Игов
4. Доц. д-р Дарина Дончева Дончева
5. Гл. ас. д-р Борислав Славов Борисов
6. Гл. ас. д-р Вяра Александрова Найденова
7. Гл. ас. д-р Гинка Александрова Бакърджиева
8. Гл. ас. д-р Катерина Иванова Томова
9. Гл. ас. д-р Лилия Драгомирова Иванова
10. Гл. ас. д-р Таня Янкова Маджарова
11. Ас. д-р Димитрина Георгиева Хамзе
12. Ас. Гергана Тодорова Иванова
13. Ас. Мария Колевова Мустаковова
14. – лектор по полски език
15. Дарка Хербез – лектор по сръбски език

Учебният отдел, който обслужва специалността, е организационно структуриран в рамките на централната университетска администрация: Весела Говедарова – Ректорат, етаж 2, стая 217, тел. 261 – 354, veselag@uni-plovdiv.bg.